# Amateurs in Space
Amateurs in Space ist ein dänischer Dokumentarfilm von Max Kestner aus dem Jahr 2016.

## Inhalt
Der Film porträtiert die Gründung des Amateur Weltraum Vereins Copenhagen Suborbitals. Hauptfiguren im Dokumentarfilm sind Peter Madsen und Kristian von Bengtson. Kestner zeigt die jungenhaften Technikfans, die sich dazu entschließen, mithilfe von Teilen aus dem Baumarkt die ersten Amateure zu sein, die einen Menschen ins All schießen. Er zeigt anfangs deren unermüdliches Engagement für das Projekt und den anstehenden Raketenstart im Jahr 2013. Im Verlauf des Films zeigen sich aber Gräben zwischen den beiden Tüftlern, und Madsens soziopathische Züge werden erkennbar. Madsen fängt an, Helfer zu beschimpfen, weil sie den Hangar nicht aufräumen, und als Bengtson die Position des Flugleiters übernimmt, beginnt die Freundschaft der beiden zu zerbrechen. Madsen wirft Bengtson vor, die Macht an sich gerissen zu haben und sich mit zu wenig Begeisterung dem Projekt zu widmen („Nur Angestellte haben am Wochenende frei!“). Am Ende steigt Madsen aus dem gemeinsamen Projekt aus.
Bei Kritikern kam der Film gut an.